# Didymocarpus denticulatus
Didymocarpus denticulatus är en tvåhjärtbladig växtart som beskrevs av Wen Tsai Wang. Didymocarpus denticulatus ingår i släktet Didymocarpus och familjen Gesneriaceae. Inga underarter finns listade i Catalogue of Life.